# Точечные контакты Янсона
Точечный контакт Янсона (англ. — Yanson point contact) — точечный контакт, длина свободного пробега в котором больше линейных размеров контакта.
Исследование параметров использования в химических сенсорах наноразмерных структур, а именно точечных контактов Янсона является одним из перспективных направлений развития сферы газоанализа.

## Методы получения
Получать точечные контакты (однако не всегда точечные контакты Янсона) можно несколькими разными способами. Первые точечные контакты изготовляли на основе тонкопленочных высокоомных туннельных структур, которые укорачивались касанием иглы или электропробоем. Способ заключается в том, что к структуре «металл — диэлектрик — металл» в области перекрытия пленок мягко прикасаются остро отточенной иглой, что создает значительные локальные механические напряжения. Это приводит к растрескиванию слоя диэлектрика и заполнению образовавшейся полости пластически деформированным металлом.
Позже появились прижимные контакты типа «игла — наковальня», получаемые плавным сведением двух электродов, один из которых заточен в виде иглы с радиусом кривизны острия порядка нескольких микрометров, а другой имеет плоскую поверхность. Но в этой конструкции металл в области контакта часто оказывается сильно деформированным и загрязненным.
Лучшие результаты достигаются при создании прижимных контактов методом сдвига или методом скрутки, так как здесь деформация металла носит в основном сдвиговой характер, и окись не вдавливается в металл. При такой конфигурации более вероятно получение точечных контактов Янсона.
Одним из наиболее распространенных способов получения точечно-контактных структур является способ создания разломных контактов (break-junction), заключающийся в встречном перемещении двух электродов, образованных путем разлома цельного проводящего материала протяженной формы на участке предварительно изготовленного сужения. Частота микроперемещений, заданная пьезодрайвером, соответствует в этом случае количеству точечных контактов, создаваемых в единицу времени.
Однако точечные контакты, созданные с помощью вышеописанных механических методов, часто обладают большим количеством структурных дефектов и поэтому не могут быть использованы в качестве инструмента тонкого физического исследования.
В последнее время значительное внимание уделяется электрохимическим приемам получения точечных контактов, поскольку плотность тока и потенциал, определяющих направление и скорость электродной реакции, делают возможным относительно легкое получение нанообъекта с желаемыми свойствами.
Среди электрохимических способов следует отметить литографический способ, к недостаткам которого, однако, относится необходимость применения сложной аппаратуры и невозможность многократного создания точечных контактов.
Особый интерес вызывает возможность получения дендритных точечных контактов, поскольку эти кристаллические образования обладают совершенной структурой с минимумом дефектов. В то же время известно, что осаждение металла с формированием дендритов является распространенным явлением в гальванотехнике.